# Camaldoli (Poppi)
Camaldoli is een plaats (frazione) in de Italiaanse gemeente Poppi.
Hier staat het moederklooster van de Camaldulenzen, in 1012 gesticht door de benedictijner monnik Romualdus.

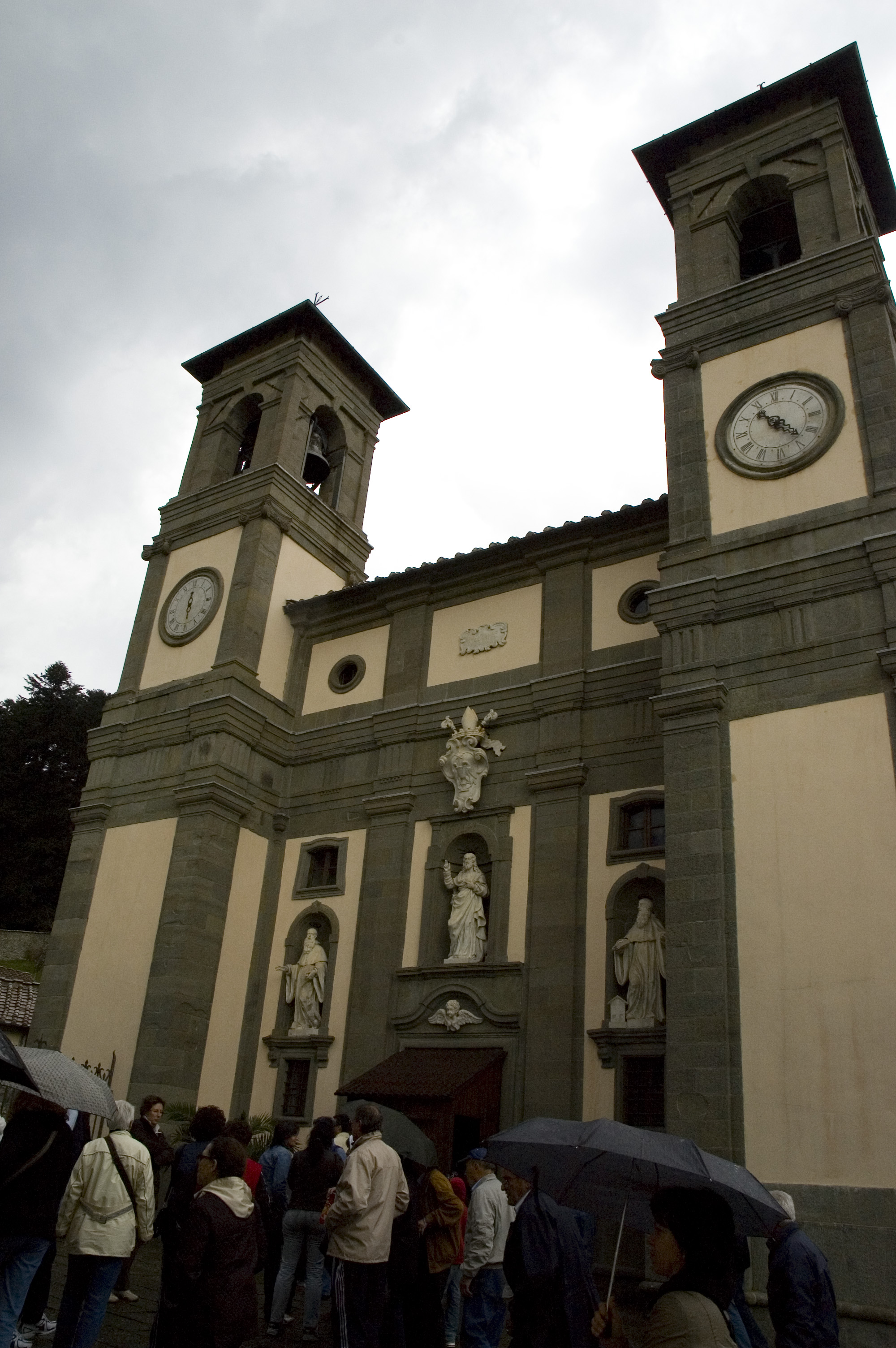
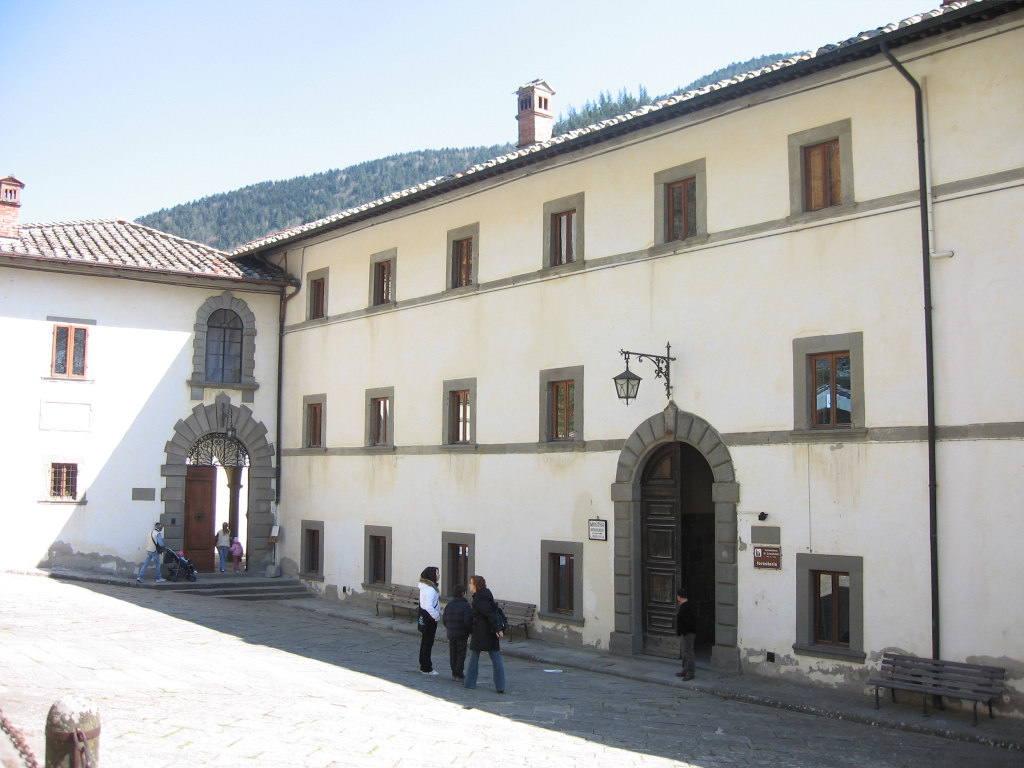
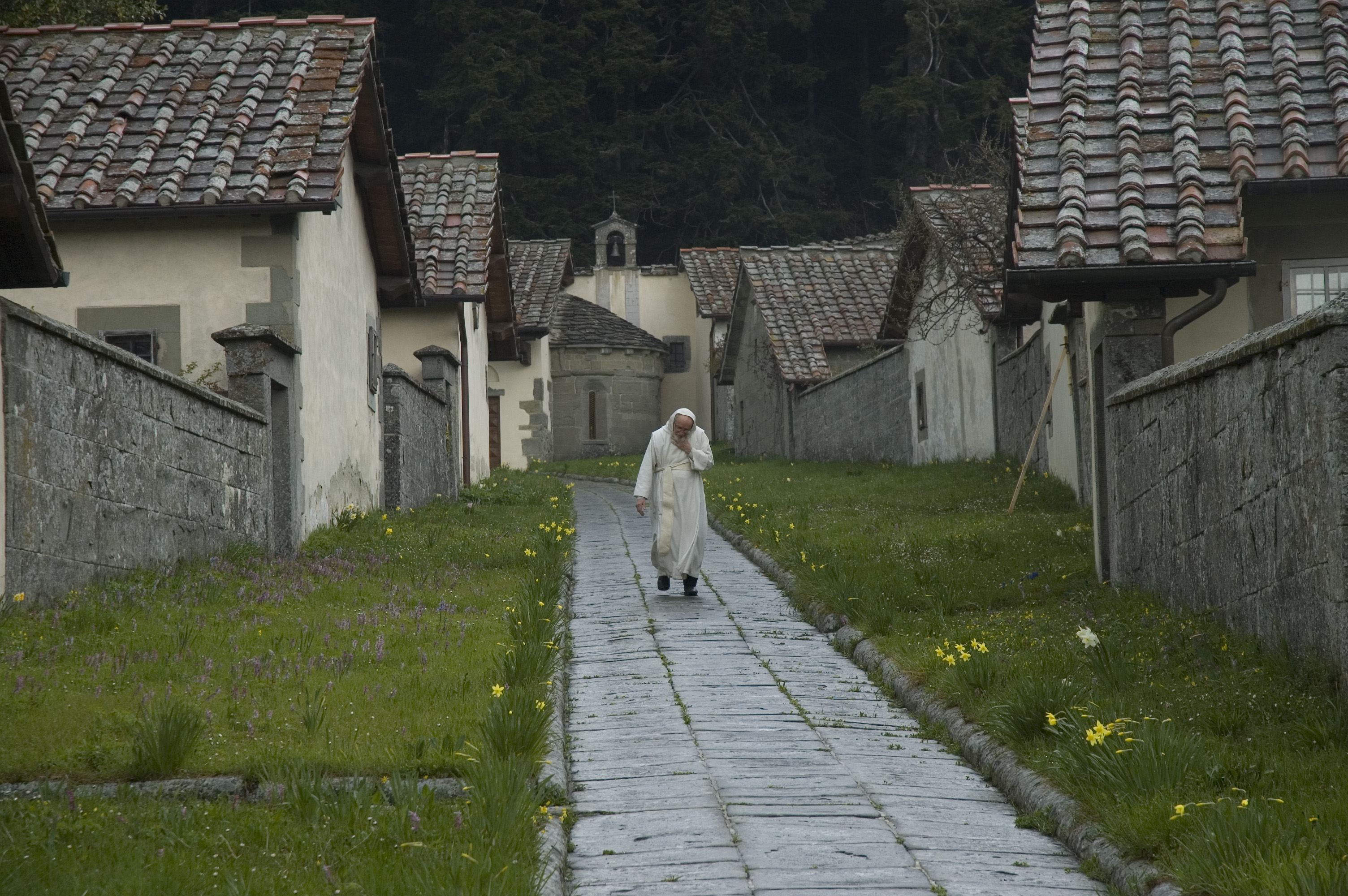